# Ě̱
Ě̱ (minuscule : ě̱), appelé E caron macron souscrit, est une lettre latine utilisée dans l’écriture du hyam, du ninzo et de l’otomi de San Jerónimo Acazulco.

## Représentations informatiques
Le E caron macron souscrit peut être représenté avec les caractères Unicode suivants : 
- composé et normalisé NFC (latin étendu A, diacritiques)[1],[2] :

| formes    | représentations | chaînes de caractères | points de code | descriptions                                                |
| --------- | --------------- | --------------------- | -------------- | ----------------------------------------------------------- |
| capitale  | Ě̱               | Ě◌̱                    | U+011A U+0331  | lettre majuscule latine e caron diacritique macron souscrit |
| minuscule | ě̱               | ě◌̱                    | U+011B U+0331  | lettre minuscule latine e caron diacritique macron souscrit |

- décomposé et normalisé NFD (latin de base, diacritiques) :

| formes    | représentations | chaînes de caractères | points de code       | descriptions                                                            |
| --------- | --------------- | --------------------- | -------------------- | ----------------------------------------------------------------------- |
| capitale  | Ě̱               | E◌̱◌̌                   | U+0045 U+0331 U+030C | lettre majuscule latine e diacritique macron souscrit diacritique caron |
| minuscule | ě̱               | e◌̱◌̌                   | U+0065 U+0331 U+030C | lettre minuscule latine e diacritique macron souscrit diacritique caron |